# Giuliano di Arrigo
Giuliano di Arrigo, més conegut com a Pesello (Florència, 1367 - Florència, 6 d'abril de 1446), fou un pintor italià del primer Renaixement. Vasari li dedica un capítol a les seves Vite, a les quals li dona per error el nom de Francesco Pesello, confonent-lo en part amb el seu net.

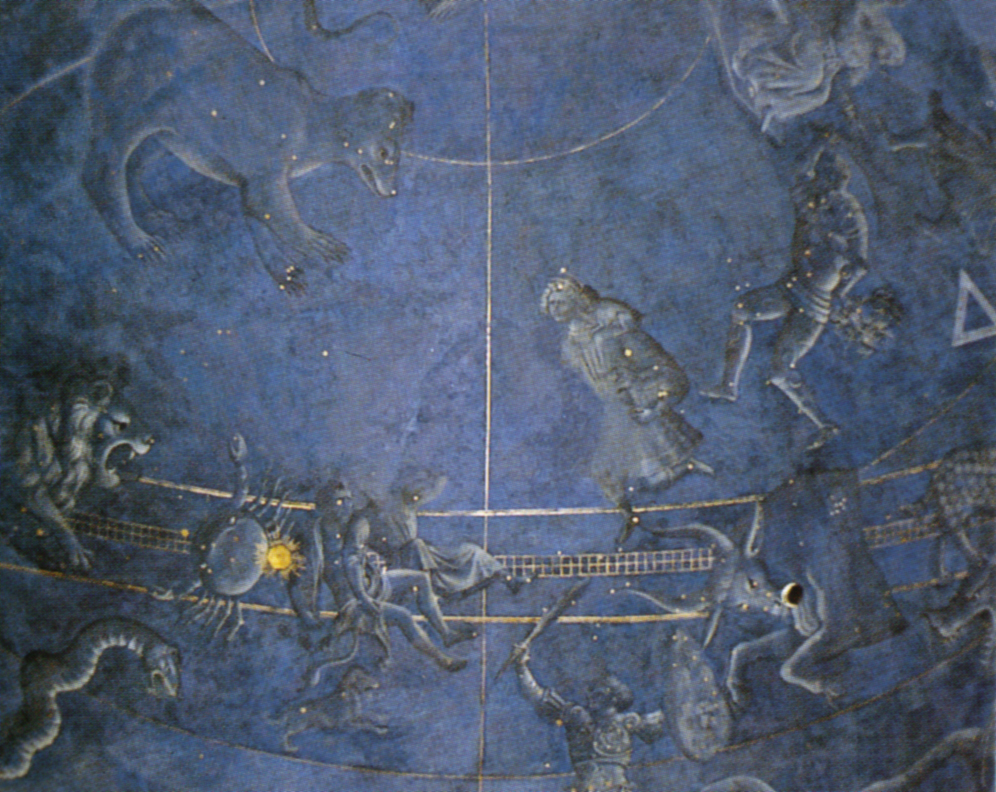
Hemisferi Celeste, Sacristia Vecchia, Basílica de San Lorenzo de Florència.

Encara que hi ha abundant documentació sobre Pesello, no pot ser-li atribuïda cap obra amb seguretat. El 1385 es va inscriure al Gremi de Metges i Especiers, i el 1424 va ingressar a la Compagnia di San Lucca, el gremi local de pintors. Estan testificats diversos encàrrecs d'obres, però tant aquestes com les citades per Vasari no han arribat als nostres dies o no han pogut ser identificades. Se li atribueix, encara que no amb total certesa, el fresc amb la Cúpula Celeste de la sagristia vella de San Lorenzo de Florència.
Sembla que va gaudir d'un gran prestigi entre els seus contemporanis. El cronista Giovanni Cavalcanti l'equipara a grans figures de l'època com Gentile da Fabriano, Filippo Brunelleschi o Lorenzo Ghiberti. Un dels seus principals patrons va ser Cosme el Vell, que li va concedir una considerable summa de florins quan la seva filla va contraure matrimoni amb el també pintor Stefano di Francesco. D'aquest matrimoni naixeria un altre notable artista, Pesellino, que seria educat per l'avi i heretaria el seu taller.